# إدسون سوزا
إدسون سوزا (بالبرتغالية: Edson Santana de Souza) هو لاعب كرة قدم برازيلي في مركز الوسط، ولد في 12 ديسمبر 1964 في سانتو أندريه في البرازيل. لعب مع نادي مادوريرا.